# 9384 Aransio
A 9384 Aransio (ideiglenes jelöléssel 1993 TP26) a Naprendszer kisbolygóövében található aszteroida. Eric Walter Elst fedezte fel 1993. október 9-én.